# Історія магнітно-резонансної томографії
Історія магнітно-резонансної томографії (МРТ) включає роботу багатьох дослідників, які зробили внесок у відкриття ядерно-магнітного резонансу (ЯМР) і описали фізичні основи магнітно-резонансної томографії, починаючи з початку двадцятого століття. МР-томографія була винайдена Полом К. Лаутербуром, який розробив механізм кодування просторової інформації сигнал ЯМР за допомогою градієнтів магнітного поля у вересні 1971 року; у березні 1973 року він опублікував теорію, що лежить у її основі. Фактори, що призводять до контрасту зображення (відмінності у значеннях часу релаксації тканин), були описані майже 20 років тому лікарем та вченим Еріком Одебладом та Гуннаром Ліндстремом. Серед багатьох інших дослідників кінця 1970-х та 1980-х років Пітер Менсфілд удосконалив методи отримання та обробки МР-зображень, а в 2003 році він та Лаутербур були удостоєні Нобелівської премії з фізіології та медицини за внесок у розвиток МРТ. Перші клінічні МРТ-сканери були встановлені на початку 1980-х років, і в наступні десятиліття технологія набула значного розвитку, що призвело до її широкого використання в медицині в даний час.

## Ядерний магнітний резонанс
У 1950 році Ервін Ханн вперше виявив спинну луну та розпад вільної індукції, а в 1952 році Герман Карр отримав одновимірний спектр ЯМР, про що повідомив у своїй докторській дисертації в Гарварді.
Наступний крок (від спектрів до візуалізації) було запропоновано Владиславом Івановим у Радянському Союзі, який 1960 року подав патентну заявку на пристрій для магнітно-резонансної візуалізації. Основним внеском Іванова була ідея використання градієнта магнітного поля у поєднанні із селективним частотним збудженням/зчитуванням для кодування просторових координат. Говорячи сучасною мовою, це була візуалізація лише щільності протонів (а не часу релаксації), яка також була повільною, оскільки одночасно використовувався лише один напрямок градієнта, і візуалізація мала проводитися зріз за зрізом. Проте це була справжня процедура магнітно-резонансної томографії. Спочатку відхилена як "неймовірна", заявка Іванова була остаточно схвалена в 1984 році (з початковою датою пріоритету).

## Час релаксації та ранній розвиток МРТ
До 1959 Джей Сінгер вивчав кровотік за допомогою вимірювань часу релаксації ЯМР крові у живих людей. Такі виміри не входили у звичайну медичну практику до середини 1980-х років, хоча патент на ЯМР-апарат для вимірювання кровотоку в тілі людини був поданий Олександром Ганссеном на початку 1967 року.
У 1960-х роках у науковій літературі з'явилися результати робіт з релаксації, дифузії та хімічного обміну води у клітинах та тканинах різних типів. У 1967 році Лігон повідомив про вимір ЯМР-релаксації води в руках живих людей. У 1968 році Джексон і Ленгхем опублікували перші сигнали ЯМР від живої тварини - анестезованого щура.
У 1970-х роках було усвідомлено, що час релаксації є ключовим фактором, який визначає контрастність при МРТ, і може бути використаний для виявлення та диференціації низки патологій. Ряд дослідницьких груп показали, що ранні ракові клітини мають тенденцію демонструвати триваліший час релаксації, ніж відповідні нормальні клітини, що стимулювало початковий інтерес до ідеї виявлення раку за допомогою ЯМР. До цих ранніх груп належать Дамадіан, Хазлвуд і Чанг та деякі інші. Це також започаткувало програму з каталогізації часу релаксації широкого спектру біологічних тканин, що стало однією з основних мотивацій для розвитку МРТ.

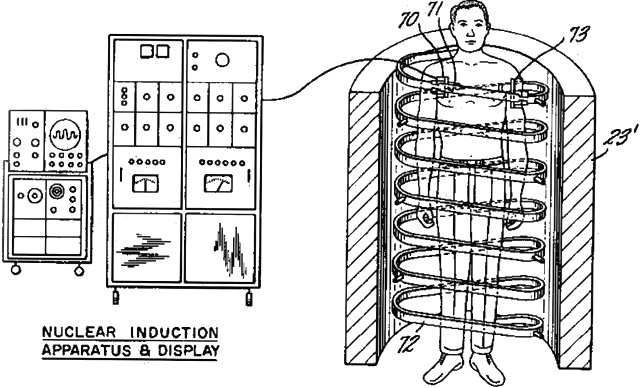
Робота Раймонда Дамадіана "Апарат та метод для виявлення раку в тканинах"

У статті, опублікованій у березні 1971 року в журналі Science, Раймонд Дамадіан, американський лікар вірменського походження та професор Медичного центру Даунстейт Університету штату Нью-Йорк (SUNY), повідомив, що пухлини та нормальні тканини можна відрізнити in vivo за допомогою ЯМР. Початкові методи Дамадіана були недосконалі для практичного використання: вони покладалися на сканування всього тіла по точках і використовували швидкість релаксації, яка, як виявилося, не є ефективним індикатором ракової тканини. Досліджуючи аналітичні властивості магнітного резонансу, Дамадьян 1972 року створив гіпотетичний магнітно-резонансний апарат виявлення раку. Він запатентував таку машину, патент США 3789832 5 лютого 1974 року. Лоуренс Беннетт та доктор Ірвін Вайсман у 1972 році також виявили, що новоутворення мають інший час релаксації, ніж відповідні нормальні тканини. Зенуемон Абе та його колеги подали заявку на патент на спрямований ЯМР-сканер, патент США 3,932,805 у 1973 році. Вони опублікували цю методику у 1974 році. Дамадіан стверджує, що винайшов МРТ.
Національний науковий фонд США зазначає: "Патент містив ідею використання ЯМР для "сканування" людського тіла з метою виявлення ракових тканин". Проте в ньому не описувався метод отримання зображень в результаті такого сканування або як саме може бути проведене таке сканування.

## Візуалізація
Пол Лаутербур з Університету Стоні Брук розширив методику Карра та розробив спосіб отримання перших МРТ-зображень у 2D та 3D з використанням градієнтів. В 1973 Лаутербур опублікував перше зображення ядерного магнітного резонансу, а в січні 1974 - перше зображення поперечного перерізу живої миші. Наприкінці 1970-х Пітер Менсфілд, фізик і професор Ноттінгемського університету, Англія, розробив метод ехо-планарної візуалізації (EPI), який дозволив проводити сканування протягом секунд, а не годин, і отримувати більш чіткі зображення, ніж у Лаутербура. У 1976 році Дамадіан разом із Ларрі Мінкоффом та Майклом Голдсмітом отримав зображення пухлини в грудній клітці миші. Вони також провели перше МРТ-сканування тіла людини 3 липня 1977, результати досліджень вони опублікували в 1977 році. У 1979 Річард С. Лайкс оформив патент на k-простір U.S. Patent 4,307,343.

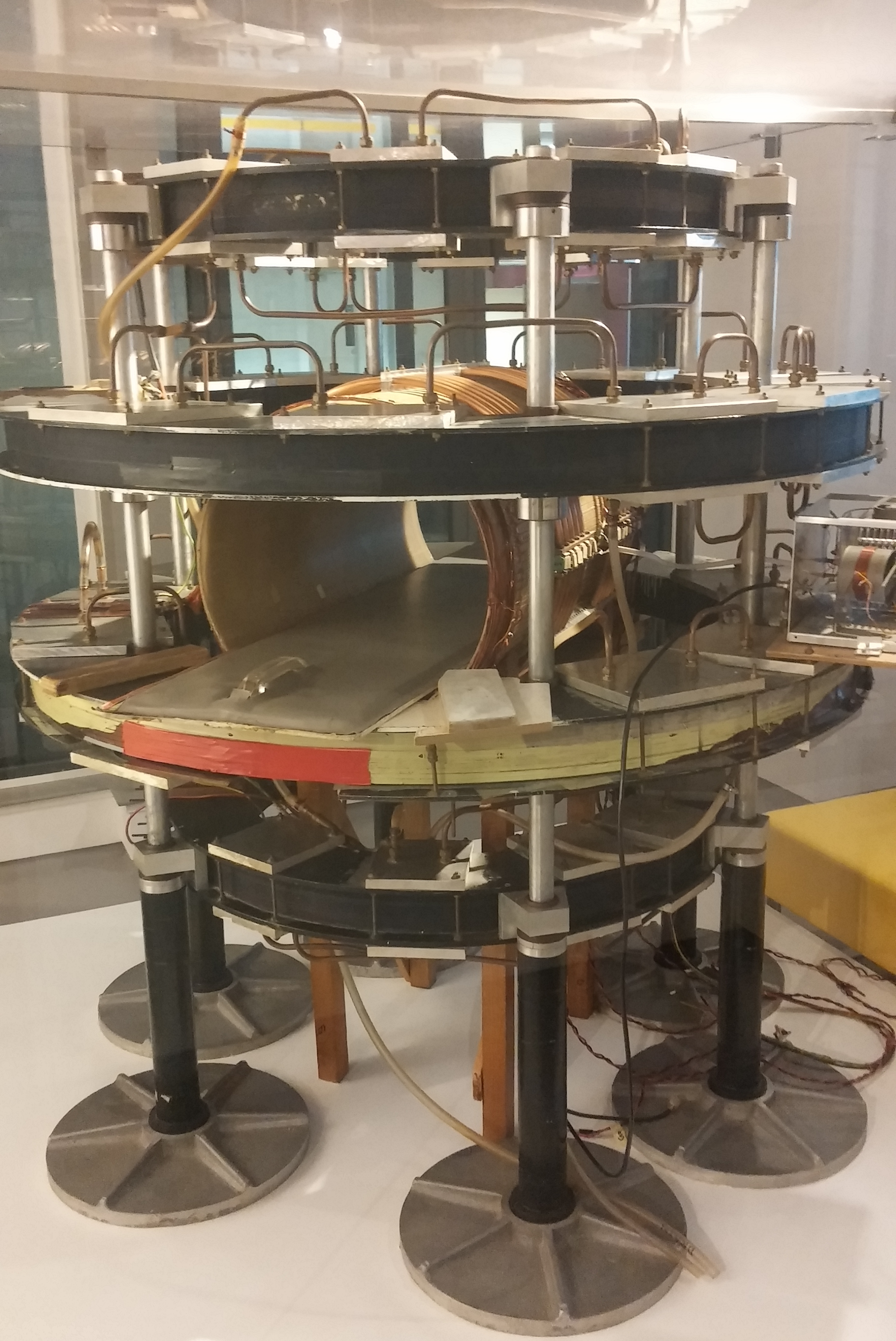
МРТ-сканер Mark One. Перший побудований і використовуваний МРТ-сканер в королівському Абердинському лазареті в Шотландії.

## Сканування всього тіла
У 1970-х роках команда під керівництвом Джона Малларда збудувала перший МРТ-сканер для всього тіла в Абердинському університеті в Шотландії. 28 серпня 1980 року вони використовували цей апарат для отримання першого клінічно корисного зображення внутрішніх тканин пацієнта за допомогою МРТ, що дозволило виявити первинну пухлину у грудях пацієнта, аномальну печінку та вторинний рак у кістках. Цей апарат згодом використовувався у лікарні Святого Варфоломія у Лондоні з 1983 по 1993 рік. Малларду та його команді належить заслуга у технологічних досягненнях, які призвели до широкого впровадження МРТ.
В 1975 відділення радіології Каліфорнійського університету в Сан-Франциско заснувало лабораторію радіологічної візуалізації (RIL). За підтримки компаній Pfizer, Diasonics, а пізніше Toshiba America MRI, лабораторія розробила нову технологію візуалізації та встановила системи у США та по всьому світу. У 1981 році дослідники RIL, включаючи Леона Кауфмана та Лоуренса Крукса, опублікували книгу "Ядерно-магнітно-резонансна томографія в медицині". У 1980-х роках ця книга вважалася остаточним вступним підручником з даного предмета.
В 1980 Пол Боттомлі приєднався до дослідницького центру GE в Скенектаді, штат Нью-Йорк. Його команда замовила найпотужніший на той момент магніт з максимальною силою поля, систему 1,5 Т, і побудувала перший високопідлоговий апарат, подолавши проблеми, пов'язані з конструкцією котушки, проникненням радіочастотного випромінювання та співвідношенням сигнал/шум, щоб створити перший МРТ/МРС- сканер для тіла. Отримані результати дозволили створити дуже успішну лінійку МРТ 1,5 Т, поставивши понад 20 000 систем. У 1982 році Боттомлі провів першу локалізовану МРС у серці та мозку людини. Після початку співпраці із застосуванням серцевих технологій з Робертом Вайсом в Університеті Джона Хопкінса, Боттомлі повернувся до університету в 1994 році як професор Рассел Морган і директор відділу досліджень МРТ.

## Додаткові методи
У 1986 році Чарльз Л. Дюмулен і Говард Р. Харт із General Electric розробили МР-ангіографію, а Денис Ле Біхан отримав перші зображення і пізніше запатентував дифузійну МРТ. У 1988 році Арно Вільрінгер та його колеги продемонстрували, що в перфузійній МРТ можна використовувати контрастні речовини сприйнятливості. У 1990 році Сейджі Огава з AT&T Bell labs зрозумів, що збіднена киснем кров з dHb притягується магнітним полем, і відкрив метод, що лежить в основі функціональної магнітно-резонансної томографії (ФМРТ).
На початку 1990-х років Пітер Бассер і Ле Біхан, які працювали в NIH, а також Аарон Філлер, Франклін Хау та їх колеги опублікували перші DTI та трактографічні зображення мозку. У 1992 році Джозеф Хаджнал, Янг та Грем Байддер описали використання імпульсної послідовності FLAIR для демонстрації високосигнальних областей у нормальній білій речовині. У тому ж році Джон Детре та Алан П. Корецьки розробили артеріальну спінову мітку. У 1997 році Юрген Р. Райхенбах, Е. Марк Хааке та їхні колеги з Вашингтонського університету розробили візуалізацію, виважену за сприйнятливістю.
Досягнення області напівпровідникової технології відіграли вирішальну роль розвитку практичної МРТ, яка потребує великих обчислювальних потужностей.
Хоча в клініці МРТ найчастіше проводиться при 1,5 Т, більш високі поля, такі як 3 Т для клінічної візуалізації, а останнім часом 7 Т для дослідницьких цілей, набувають все більшої популярності завдяки підвищеній чутливості та вирішенню. У дослідницьких лабораторіях дослідження на людях проводилися за 9,4 Т (2006) та до 10,5 Т (2019). Дослідження на тваринах, які не є людьми, проводилися на томографі до 21,1 Тл.

## Приліжкова візуалізація
У 2020 році Управління з контролю за продуктами та ліками США (USFDA) видало дозвіл 510(k) на МРТ-систему компанії Hyperfine Research. Система Hyperfine заявляє, що її вартість на 1/20 менша, енергоспоживання на 1/35 менше, а вага на 1/10 менша, ніж у звичайних систем МРТ. Для живлення використовується стандартна розетка.

## Нобелівська премія 2003 року
Відображаючи фундаментальну важливість і застосування МРТ в медицині, Пол Лаутербур з Іллінойського університету в Урбана-Шампейн і сер Пітер Менсфілд з Ноттінгемського університету були удостоєні Нобелівської премії з фізіології та медицини 2003 року за "відкриття", що стосуються магнітно-графії. Нобелівська цитата відзначила відкриття Лаутербура про використання градієнтів магнітного поля для визначення просторової локалізації, відкриття, яке дозволило отримувати тривимірні та двовимірні зображення. Менсфілд належить заслуга введення математичного формалізму та розробки методів ефективного використання градієнтів та швидкої візуалізації. Дослідження, за яке було присуджено премію, було проведено майже 30 років тому, коли Пол Лаутербур був професором хімічного факультету Університету Стоуні Брук у Нью-Йорку.